# غلجار
غلجار هي قرية في مقاطعة مرند، إيران. عدد سكان هذه القرية هو 602 في سنة 2006.